# Cliometria
La cliometria, de vegades també anomenada ' nova història econòmica' o ' història economètrica', és l'aplicació sistemàtica de la teoria econòmica, les tècniques economètriques i altres mètodes formals o matemàtics a l'estudi de la història (especialment la història social i econòmica). És una aproximació quantitativa a la història econòmica (en contraposició a la qualitativa o etnogràfica).
Actualment, els esforços per aplicar models estadístics i matemàtics ocupen el centre de l'escenari de la història econòmica nord-americana.

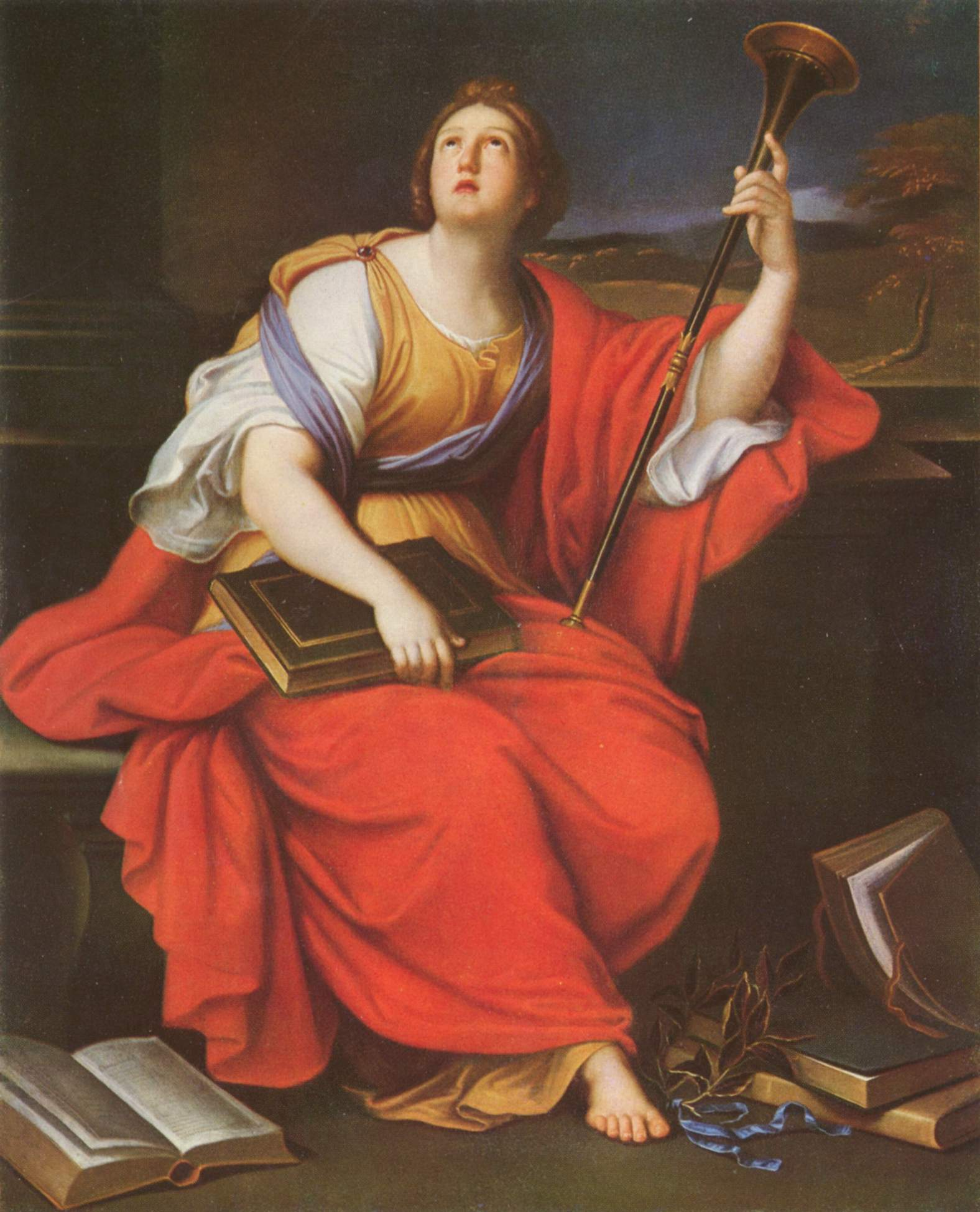
Clio de Pierre Mignard, oli sobre tela, 1689

## Història
L'any 1958 es considera el punt de partença de la nova història econòmica amb l'assaig dels economistes nord-americans Alfred H. Conrad i John R. Meyer titulat: The Economics of Slavery in the Antebellum South (L'economia de l'esclavitud al sud abans de la guerra). El llibre va provocar una gran polèmica amb la seva controvertida tesi, basada en dades estadístiques, que sosté que l'esclavitud no hauria acabat en absència de la Guerra Civil dels EUA, ja que la pràctica era econòmicament eficient i molt rendible per als propietaris d'esclaus.
El 1960, l'economista matemàtic Stanley Reiter va encunyar el terme cliometria, que deriva de Clio, que va ser la musa de la història. Fou a partir d'aquell any quan la cliometria es va fer més coneguda gràcies a la difusió que li donaren Douglass North i William Parker en convertir-se en els editors del Journal of Economic History (Revista d'Història Econòmica). Fou per aquella època també que es van començar a celebrar les Cliometrics Meetings (Reunions de Cliometria) a la Universitat de Purdue que encara es celebren anualment en diferents llocs.
La cliometria va aconseguir ple reconeixement internacional l'octubre de 1993 quan Douglass North, professor de la Universitat de Washington a St. Louis, va guanyar el Premi Nobel Memorial de Ciències Econòmiques juntament amb Robert William Fogel, un altre dels pares de la història economètrica moderna i de la nova història econòmica. De fet, els dos van ser homenatjats precisament "per haver renovat la recerca en història econòmica"; l'Acadèmia va assenyalar que "van ser pioners en la branca de la història econòmica que s'ha anomenat 'nova història econòmica' o cliometria". Fogel i North van rebre el premi per utilitzar les eines teòriques i estadístiques pròpies de l'economia moderna per tal d'estudiar el passat històric, amb temes que van des de l'esclavitud i els ferrocarrils fins al transport marítim i els drets de propietat. En concret, Douglass North va ser reconegut com un pioner en el camp de la "nova" història institucional. Entre els mèrits que es van tenir en compte per concedir-li el Nobel, es va fer menció específica d'un article de 1968 sobre el transport marítim, en el qual North mostrava que els canvis organitzatius tenien un paper més important en l'augment de la productivitat que el canvi tecnològic. Per la seva part, Fogel és especialment conegut per utilitzar un treball empíric acurat per posar en qüestió la saviesa convencional.
No obstant, aquesta revolució de la història econòmica havia començat ja a mitjans de la dècada de 1960, on les àrees d'interès clau incloïen la història del transport, l'esclavitud i l'agricultura.
Segons explica l'economista cliomètrica Claudia Goldin, en un primer moment, molts historiadors econòmics es van resistir a aquesta nova forma de treballar perquè eren historiadors o economistes que tenien molt poca connexió amb el modelatge econòmic o les tècniques estadístiques. Però l'èxit de la revolució cliomètrica als Estats Units va tenir com a conseqüència no desitjada la desaparició dels historiadors econòmics dels departaments d'història. A mesura que els historiadors econòmics van començar a utilitzar les mateixes eines que els economistes, es van començar a semblar més a altres economistes. En paraules de Goldin, "els nous historiadors econòmics van extingir l'altra banda".
L'altra banda gairebé va desaparèixer del tot, amb només uns quants que romanen als departaments d'història i escoles de negocis.
A la dècada de 1970, Richard H.Tilly, un autor nascut i educat als Estats Units, introduí la cliometria a Alemanya. L'any 1983 es va fundar la Cliometric Society (Societat de Cliometria), un grup creat per fomentar i aprofundir en l'estudi de la cliometria.
Des de finals dels anys noranta, s'observa un renaixement en la "nova història econòmica", amb un augment apreciable en el nombre d'articles publicats sobre història econòmica a les principals revistes d'economia. Així, en el període 2004-2014, el seu nombre arribà al 6,6% dels articles a l'American Economic Review (Revista Econòmica Americana) i al 10,8% dels articles al Quaterly Journal of Economics (Revista Trimestral d'Economia).
Actualment, els enfocaments cliomètrics són habituals en diverses revistes, com ara el Journal of Economic History (Revista d'Història Econòmica), Explorations in Economic History (Exploracions en Història Econòmica), European Review of Economic History (Revista Europea d'Història Econòmica) i Cliometrica

## Controvèrsia sobre la seva utilitat
La cliometria ha tingut crítiques agudes que Francesco Boldizzoni va resumir el 2011 en el seu llibre The poverty of Clio: Resurrecting Economic History (La pobresa de Clio: Ressuscitant la història econòmica). En aquest assaig, argumenta que la cliometria es basa en la falsa suposició que les lleis de l'economia neoclàssica sempre s'apliquen a l'activitat humana. Diu que aquestes lleis es fonamenten en l'elecció i en la maximització racionals, que operen en mercats ben desenvolupats, però que no s'apliquen a economies diferents de les de l'Occident capitalista de l'era moderna, ja que el funcionament de les economies està determinat per les condicions socials, polítiques i culturals específiques de cada societat i període.
Des de la perspectiva de l'Escola d'economia austríaca, especialment la de Ludwig von Mises, Joseph T. Salerno també fa una crítica a la cliometria que es pot trobar a la seva introducció al llibre de Murray Rothbard titulat A History of Money and Banking in the United States: The Colonial Era to World War II (Una història dels diners i la banca: l'època colonial fins a la Segona Guerra Mundial).
Per contra, en defensa de la utilitat de la cliometria, l'any 2012, en un assaig publicat a la revista Historical Social Research (Recerca Històrica Social), Claude Diebolt assegura que la majoria dels estudiosos estan d'acord que la teoria econòmica, combinada amb dades noves, així com amb mètodes històrics i estadístics, són necessàries per formular problemes amb precisió, extreure conclusions a partir de postulats i obtenir una visió de processos complexos per tal de tancar la bretxa entre el vessant històric o comprensiu i el vessant econòmic o explicatiu; o, molt millor, per barrejar ambdues aproximacions per a la consecució d'un enfocament unificat de les ciències socials. A nivell aplicat, s'accepta la cliometria com a forma de mesurar variables i estimar paràmetres. El 2016, en un altre article publicat a la revista Cliometrica, torna a dir que aquesta disciplina és madura i que és ben acceptada pels estudiosos com una "eina indispensable" en el camp de la història econòmica.